# Mikropolyphonie
Mikropolyphonie bezeichnet in der Musikwissenschaft eine polyphon ausgeführte Satztechnik, bei der die Anzahl der selbständig oder kontrapunktisch geführten, gleichzeitig erklingenden Stimmen bedeutend erhöht ist. Oft wird eine Anzahl von 10 Stimmen überstiegen. Im 20. Jahrhundert vor allem von György Ligeti entwickelt, finden sich in der Musikgeschichte jedoch auch frühere mikropolyphone Werke, etwa bei Thomas Tallis. Aufgrund des hohen klangfarblichen Verschmelzungsgrades der einzelnen Stimmen zählt die Mikropolyphonie zu den musikalisch impressionistischen Satztechniken.

## Mikropolyphonie bei Ligeti
Zu Beginn der 1960er Jahre entwickelt Ligeti seine Mikropolyphonie in einer großen Anzahl von Werken, darunter etwa in Atmosphères, mit dem ihm der allgemeine Durchbruch gelang. Die einzelnen Stimmen sind hier nicht mehr als solche erkennbar und verschmelzen im Sinne der Klangflächenkomposition zu einem sich stets wandelnden Gesamtklang. Etwa ab der Mitte der 1960er Jahre treten Tonhöhen und Intervalle wieder deutlicher hervor, so etwa in Lux Aeterna oder Lontano. Hier wird die Mikropolyphonie in Form eines Mikrokanons umgesetzt, wobei sich eine Tonfolge über mehrere Stimmen in sehr kurzen Zeitabständen zwischen den jeweiligen Einsätzen ausbreitet. Auf diese Weise können sich auch harmonische Veränderung, beginnend in einer einzelnen Stimme,  sukzessive über den gesamten Klangkörper fortpflanzen.